# Maleján
Maleján ist ein spanischer Ort und eine Gemeinde (municipio) mit 279 Einwohnern (Stand: 2024) im Nordwesten der Provinz Saragossa der Autonomen Region Aragonien. Mit 76 Hektar ist Maleján eine der flächenmäßig kleinsten Gemeinden in Spanien.

## Lage
Maleján liegt knapp 75 km (Fahrtstrecke) westnordwestlich der Provinzhauptstadt Saragossa in einer Höhe von etwa 470 m. Die Gemeinde wird vollständig von der Gemeinde Borja umgeben.
Das Klima ist gemäßigt bis warm; Regen (ca. 485 mm/Jahr) fällt übers Jahr verteilt.

## Bevölkerungsentwicklung
| Jahr      | 1970 | 1981 | 1991 | 2001 | 2011 | 2021 |
| Einwohner | 326  | 375  | 313  | 301  | 338  | 260  |

## Sehenswürdigkeiten
- Marienkirche (Iglesia de Nuestra Señora de la Visitación)
- Rathaus
- Reste der früheren Burg

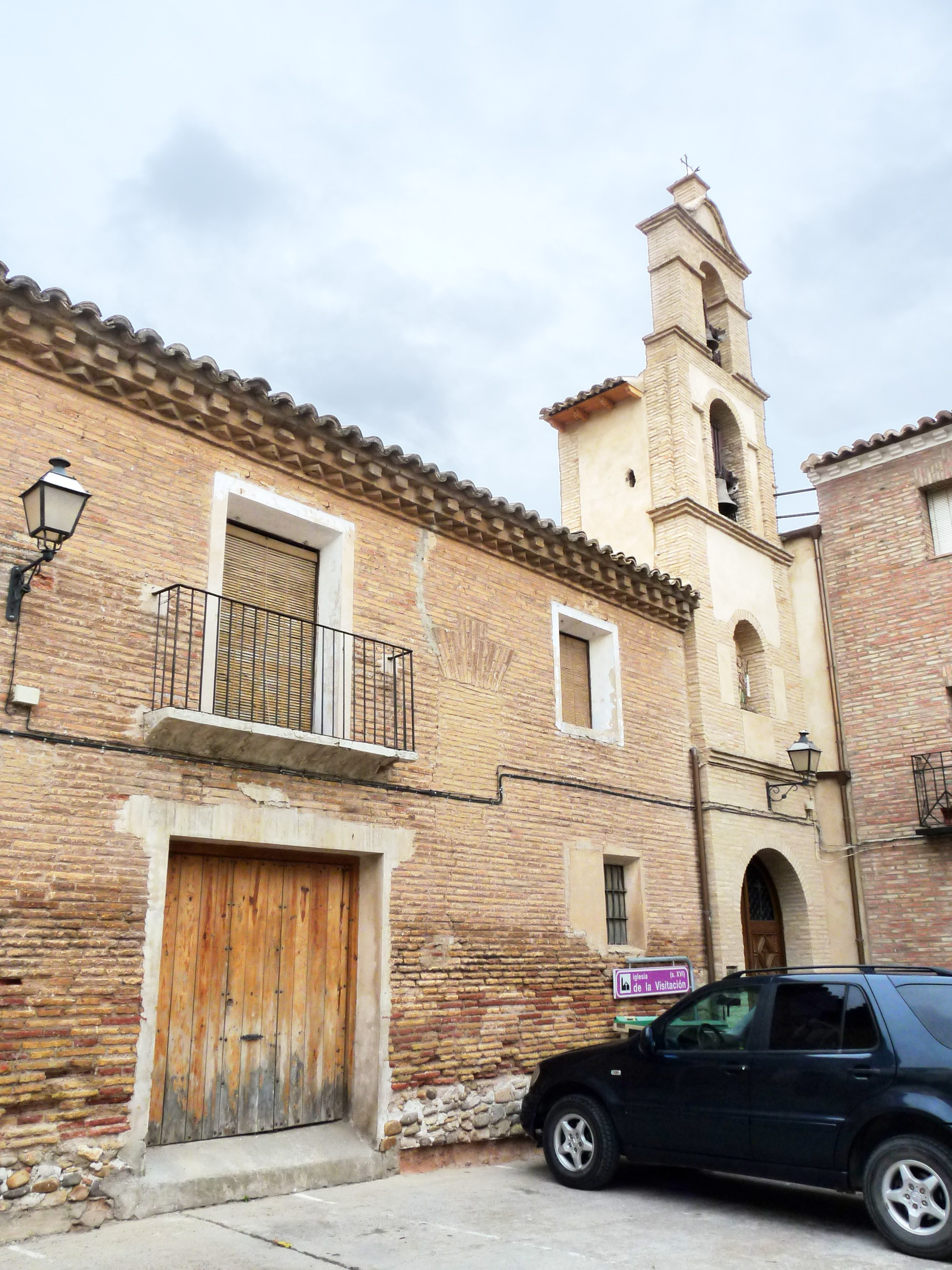
Marienkirche